# هينسون كارجيل
هينسون كارجيل (بالإنجليزية: Henson Cargill)‏ هو موسيقي وكاتب أغاني ومغني أمريكي، ولد في 5 فبراير 1941 في أوكلاهوما سيتي في الولايات المتحدة، وتوفي في 24 مارس 2007.

## وصلات خارجية
- هينسون كارجيل على موقع IMDb (الإنجليزية)
- هينسون كارجيل على موقع ميوزك برينز (الإنجليزية)
- هينسون كارجيل على موقع أول ميوزيك (الإنجليزية)
- هينسون كارجيل على موقع ديسكوغز (الإنجليزية)